# Kapka

Odkapávání vody z kohoutku

Měření povrchového napětí

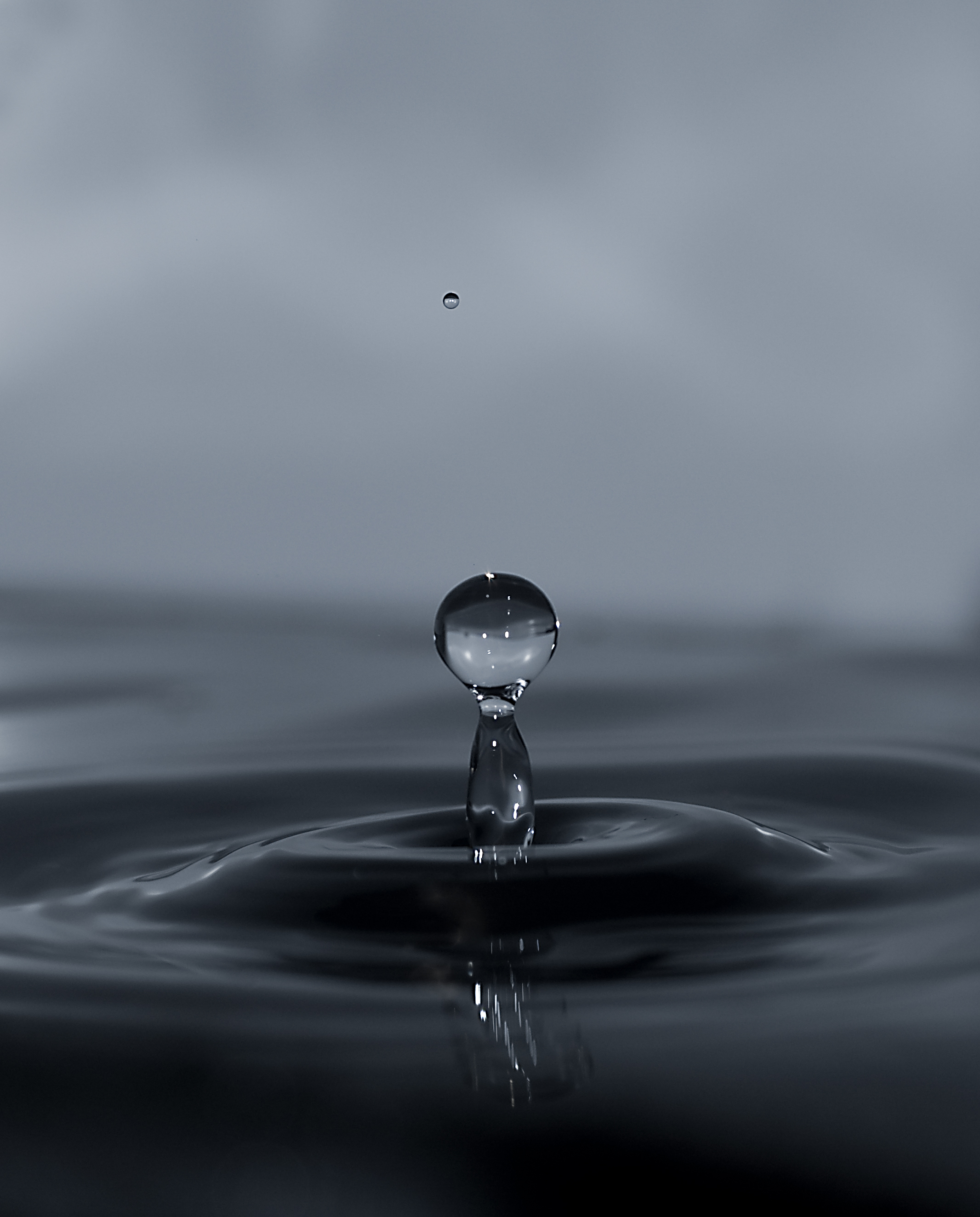
Výtrysk po dopadu kapky

Kapka je kapalné tělísko, držené pohromadě povrchovým napětím kapaliny. Ve volném prostoru a v homogenním prostředí má kapka tvar koule a obecně malý rozměr. Velmi malé kapky v plynném prostředí tvoří aerosoly a mlhu, v prostředí nemísivé kapaliny emulze.

## Vznik kapky
Kapky vznikají jednak odkapáváním z tuhého tělesa, kondenzací par, ale také roztavením malého kousku kovu, táním kousku ledu a podobně. Tenký proud kapaliny se gravitací zrychluje, ztenčuje a nakonec trhá v kapky. Při odkapávání z tenké trubičky vzniká nejprve kulový vrchlík, který se postupně odděluje jakýmsi krčkem, až se kapka zcela oddělí.
Tak lze měřit povrchové napětí odkapávající kapaliny. K oddělení kapky dojde, když tíha kapky Fg převýší sílu povrchového napětí. Když se hodnota dotykového úhlu α blíží 900 a sin α hodnotě 1, je tato síla dána obvodem trubičky a povrchovým napětím γ: mg = πdγ

## Tvar kapky
Dojem vzhůru zašpičatělého „kapkovitého“ tvaru vzniká zčásti optickou iluzí při odkapávání a pohybu kapky. Ve skutečnosti je kapka ve volném prostoru přesně kulovitá (podobně jako bublina), protože u koule je nejmenší poměr objemu a povrchu. Při pohybu ve vzduchu nebo jiném plynném prostředí je kapka na čelní straně mírně zploštělá, při velmi rychlém pohybu zde vzniká prohlubeň a kapka se tříští. Toho se využívá při rozprašování kapaliny a přípravě aerosolů. Při kolmém dopadu kapky na hladinu kapaliny vzniká zpětný výtrysk v ose pádu a někdy i jakási „korunka“ dalších kapek všemi směry. Při dopadu na nesmáčivý povrch tuhého tělesa se kapka na ně buď „nalepí“, tj. zploští a přilne, anebo se roztříští na malé kapky, které se odrazí („rozstříknou“).

## Výskyt a význam
Kapky se běžně vyskytují tam,
- kde se zvyšuje rychlost vytékající kapaliny (například u sprchy),
- kde se kapalina prudce pohybuje (například v peřejích),
- kde kapalina prudce dopadá na pevný povrch,
- kde kondenzují páry (mlha, déšť),
- kde pevné letící částečky zkapalňují (tající sněžení, při požárech),
- kde se rozpadá pěna,
- kde povrchové napětí oddělí kapalinu od nesmáčivého povrchu (při volném pádu, stavu beztíže) a tak dále.

V průmyslové praxi kapky vznikají působením značných elektrostatických sil nebo vibrací, což může být jak žádoucí, tak i nežádoucí.
Kapáním se odměřují tekutá léčiva a chemikálie, jako kapání se projevují netěsnosti nádob, vodovodů a ventilů, pomocí kapek lze určit svislý směr a podobně. Na odkapávání rtuti je založena polarografie.
Velký význam mají také aerosoly, rozptýlené kapičky kapaliny ve vzduchu nebo plynu. Rozprašováním se nanášejí barvy a laky, kosmetické přípravky a voňavky, s rozprášeným barvivem pracují inkoustové tiskárny. Kapičky aerosolu mohou přenášet chroboplodné zárodky a tedy i nemoci (kapénková infekce). Odrazem slunečního světla na kapkách vody vzniká duha.